# Stenostephanus harleyi
Stenostephanus harleyi là một loài thực vật có hoa trong họ Ô rô. Loài này được (Wassh.) T.F. Daniel miêu tả khoa học đầu tiên năm 1999.